# Metasabatiera primigena
Metasabatiera primigena är en rundmaskart som beskrevs av Timm 1961. Metasabatiera primigena ingår i släktet Metasabatiera och familjen Comesomatidae. Inga underarter finns listade i Catalogue of Life.